# فهرست پرفروش‌ترین فیلم‌های ابرقهرمانی

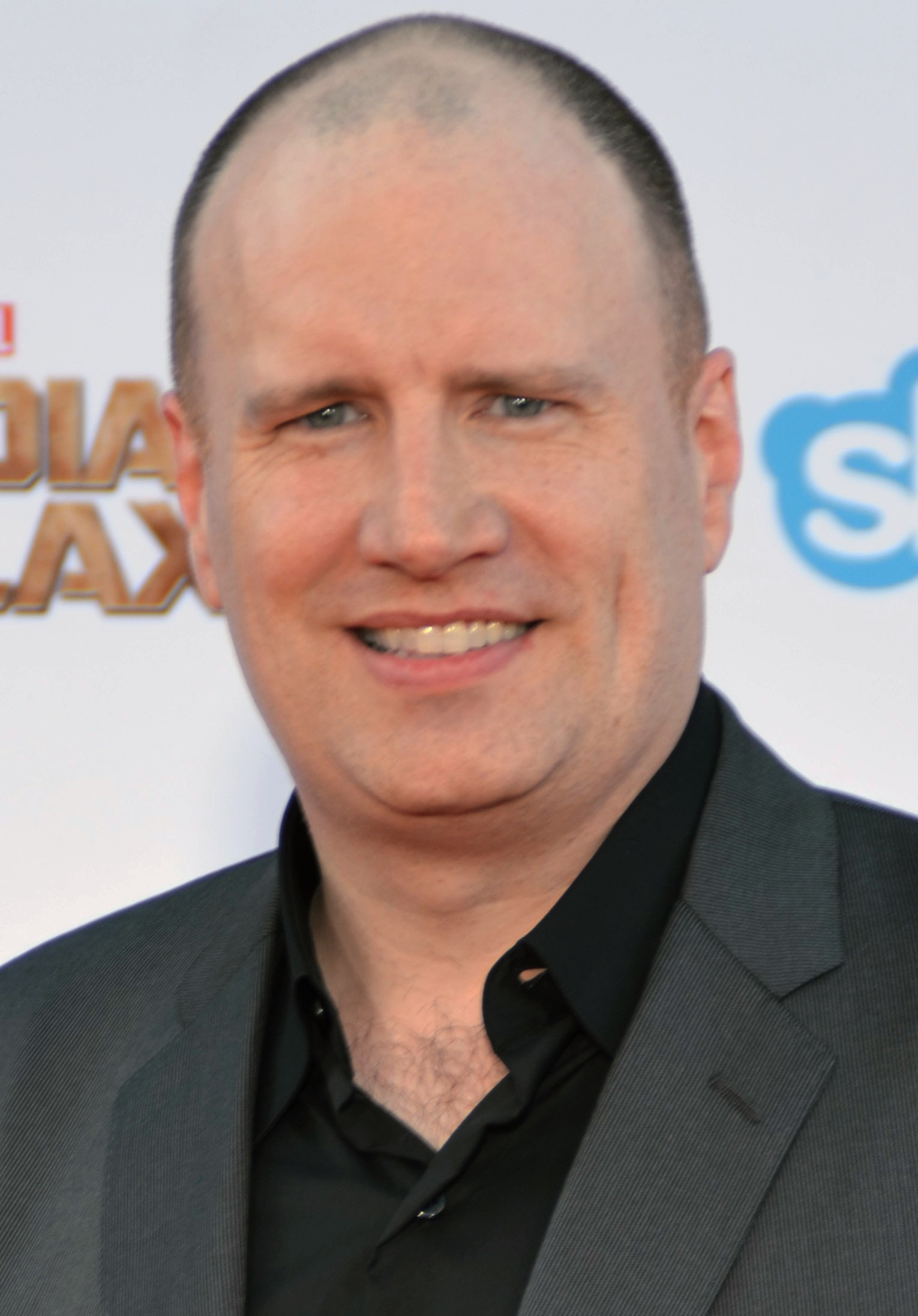
پنج فیلم اول جدول همگی متعلق به دنیای سینمایی مارول هستند که توسط کوین فایگی تهیه شده‌اند.

مقاله پیش رو فهرستی از پرفروش‌ترین فیلم‌های ابرقهرمانی تاریخ سینما است. این آمار بر اساس فروش گیشه رده‌بندی شده و در آن نرخ تورم در نظر گرفته نشده‌است. ۵ فیلم نخست این جدول، متعلق به دنیای سینمایی مارول است که ۴ فیلم اول بر اساس گروه انتقام‌جویان ساخته شده‌است. کوین فایگی تهیه‌کنندگی تمامی آن‌ها را برعهده داشته‌است. همچنین مارول استودیوز دارای بیشترین تعداد فیلم در این جدول است.

## پرفروش‌ترین فیلم‌های ابرقهرمانی
پنج فیلم پرفروش‌ترین فیلم‌های ابرقهرمانی و همچنین ۸ فیلم از ده عنوان نخست جدول متعلق به دنیای سینمایی مارول است. چهار فیلم انتقام‌جویان که بر پایه شخصیت‌های گروه انتقام‌جویان ساخته شده پرفروش‌ترین فیلم‌های ابرقهرمانی در تاریخ سینما هستند. دو فیلم انتقام‌جویان: پایان بازی و انتقام‌جویان: جنگ ابدیت تنها فیلم‌های ابرقهرمانی هستند که بیش از دو میلیارد دلار فروش داشته‌اند. همچنین انتقام‌جویان: پایان بازی با فروش نزدیک به ۲٫۸ میلیارد دلار پرفروش‌ترین فیلم تاریخ سینما نیز است. بیشتر عنوان‌های جدول متعلق به مارول استودیوز و دی‌سی می‌باشد. از ۲۳ فیلم دنیای سینمایی مارول تنها دو فیلم کاپیتان آمریکا: نخستین انتقام‌جو و هالک شگفت‌انگیز در ۵۰ فیلم پرفروش ابرقهرمانی قرار ندارند.
| رتبه | فیلم                               | فروش جهانی      | ساخت | ابرقهرمان            | توزیع‌کننده    | منبع   |
| ---- | ---------------------------------- | --------------- | ---- | -------------------- | ------------- | ------ |
| ۱    | انتقام‌جویان: پایان بازی            | $۲٬۷۹۶٬۲۶۸٬۷۰۶  | ۲۰۱۹ | انتقام‌جویان          | مارول         | [ ۲ ]  |
| ۲    | انتقام‌جویان: جنگ ابدیت             | $۲٬۰۴۸٬۳۵۹٬۷۵۴  | ۲۰۱۸ | انتقام‌جویان          | مارول         | [ ۳ ]  |
| ۳    | انتقام‌جویان                        | $۱٬۵۱۸٬۸۱۲٬۹۸۸  | ۲۰۱۲ | انتقام‌جویان          | مارول         | [ ۴ ]  |
| ۴    | انتقام‌جویان: عصر اولتران           | $۱٬۴۰۵٬۴۰۳٬۶۹۴  | ۲۰۱۵ | انتقام‌جویان          | مارول         | [ ۵ ]  |
| ۵    | پلنگ سیاه                          | $۱٬۳۴۶٬۹۱۳٬۱۶۱  | ۲۰۱۸ | پلنگ سیاه            | مارول         | [ ۶ ]  |
| ۶    | شگفت‌انگیزان ۲                      | $۱٬۲۴۲٬۸۰۸٬۱۹۲  | ۲۰۱۸ | شگفت‌انگیزان          | پیکسار        | [ ۷ ]  |
| ۷    | مرد آهنی ۳                         | $۱٬۲۱۴٬۸۱۱٬۲۵۲  | ۲۰۱۳ | مرد آهنی             | مارول         | [ ۸ ]  |
| ۸    | کاپیتان آمریکا: جنگ داخلی          | $۱٬۱۵۳٬۳۰۴٬۴۹۵  | ۲۰۱۶ | کاپیتان آمریکا       | مارول         | [ ۹ ]  |
| ۹    | آکوامن                             | $۱٬۱۴۷٬۶۶۱٬۸۰۷  | ۲۰۱۸ | آکوامن               | دی‌سی          | [ ۱۰ ] |
| ۱۰   | مرد عنکبوتی: دور از خانه           | ۹۹۶'۹۲۷'۱۳۱'۱ $ | ۲۰۱۹ | مرد عنکبوتی          | مارول         |        |
| ۱۱   | کاپیتان مارول                      | $۱٬۱۲۷٬۳۶۹٬۷۸۸  | ۲۰۱۹ | کاپیتان مارول        | مارول         | [ ۱۱ ] |
| ۱۲   | شوالیه تاریکی برمی‌خیزد             | $۱٬۰۸۴٬۹۳۹٬۰۹۹  | ۲۰۱۲ | بتمن                 | دی‌سی          | [ ۱۲ ] |
| ۱۳   | شوالیه تاریکی                      | $۱٬۰۰۴٬۵۵۸٬۴۴۴  | ۲۰۰۸ | بتمن                 | دی‌سی          | [ ۱۳ ] |
| ۱۴   | مرد عنکبوتی ۳                      | $۸۹۰٬۸۷۱٬۶۲۶    | ۲۰۰۷ | مرد عنکبوتی          | مارول         | [ ۱۴ ] |
| ۱۵   | مرد عنکبوتی: بازگشت به خانه        | $۸۸۰٬۱۶۶٬۹۲۴    | ۲۰۱۷ | مرد عنکبوتی          | مارول         | [ ۱۵ ] |
| ۱۶   | بتمن در برابر سوپرمن: طلوع عدالت   | $۸۷۳٬۶۳۴٬۹۱۹    | ۲۰۱۶ | بتمن و سوپرمن        | دی‌سی          | [ ۱۶ ] |
| ۱۷   | نگهبانان کهکشان بخش ۲              | $۸۶۳٬۷۵۶٬۰۵۱    | ۲۰۱۷ | نگهبانان کهکشان      | مارول         | [ ۱۷ ] |
| ۱۸   | ونوم                               | $۸۵۵٬۰۱۳٬۹۵۴    | ۲۰۱۸ | ونوم                 | مارول         | [ ۱۸ ] |
| ۱۹   | ثور: رگنراک                        | $۸۵۳٬۹۷۷٬۱۲۶    | ۲۰۱۷ | ثور                  | مارول         | [ ۱۹ ] |
| ۲۰   | واندر وومن                         | $۸۲۱٬۸۴۷٬۰۱۲    | ۲۰۱۷ | واندر وومن           | دی‌سی          | [ ۲۰ ] |
| ۲۱   | مرد عنکبوتی                        | $۸۲۱٬۷۰۸٬۵۵۱    | ۲۰۰۲ | مرد عنکبوتی          | مارول         | [ ۲۱ ] |
| ۲۲   | ددپول ۲                            | $۷۸۵٬۰۴۶٬۹۲۰    | ۲۰۱۸ | ددپول                | مارول         | [ ۲۲ ] |
| ۲۳   | مرد عنکبوتی ۲                      | $۷۸۳٬۷۶۶٬۳۴۱    | ۲۰۰۴ | مرد عنکبوتی          | مارول         | [ ۲۳ ] |
| ۲۴   | ددپول                              | $۷۸۳٬۱۱۲٬۹۷۹    | ۲۰۱۶ | ددپول                | مارول         | [ ۲۴ ] |
| ۲۵   | نگهبانان کهکشان                    | $۷۷۳٬۳۲۸٬۶۲۹    | ۲۰۱۴ | نگهبانان کهکشان      | مارول         | [ ۲۵ ] |
| ۲۶   | مرد عنکبوتی شگفت‌انگیز              | $۷۵۷٬۹۳۰٬۶۶۳    | ۲۰۱۲ | مرد عنکبوتی          | مارول         | [ ۲۶ ] |
| ۲۷   | افراد ایکس: روزهای گذشته آینده     | $۷۴۷٬۸۶۲٬۷۷۵    | ۲۰۱۴ | افراد ایکس           | مارول         | [ ۲۷ ] |
| ۲۸   | جوخه انتحار                        | $۷۴۶٬۸۴۶٬۸۹۴    | ۲۰۱۶ | جوخه انتحار          | دی‌سی          | [ ۲۸ ] |
| ۲۹   | کاپیتان آمریکا: سرباز زمستان       | $۷۱۴٬۲۶۴٬۲۶۷    | ۲۰۱۴ | کاپیتان آمریکا       | مارول         | [ ۲۹ ] |
| ۳۰   | مرد عنکبوتی شگفت‌انگیز ۲            | $۷۰۸٬۹۸۲٬۳۲۳    | ۲۰۱۴ | مرد عنکبوتی          | مارول         | [ ۳۰ ] |
| ۳۱   | دکتر استرنج                        | $۶۷۷٬۷۱۸٬۳۹۵    | ۲۰۱۶ | دکتر استرنج          | مارول         | [ ۳۱ ] |
| ۳۲   | مرد پولادین                        | $۶۶۸٬۰۴۵٬۵۱۸    | ۲۰۱۳ | سوپرمن               | دی‌سی          | [ ۳۲ ] |
| ۳۳   | لیگ عدالت                          | $۶۵۷٬۹۲۴٬۲۹۵    | ۲۰۱۷ | لیگ عدالت            | دی‌سی          | [ ۳۳ ] |
| ۳۴   | ۶ ابرقهرمان                        | $۶۵۷٬۸۱۸٬۶۱۲    | ۲۰۱۴ | ۶ ابرقهرمان          | مارول         | [ ۳۴ ] |
| ۳۵   | ثور: دنیای تاریک                   | $۶۴۴٬۵۷۱٬۴۰۲    | ۲۰۱۳ | ثور                  | مارول         | [ ۳۵ ] |
| ۳۶   | شگفت‌انگیزان                        | $۶۳۳٬۰۱۹٬۷۳۴    | ۲۰۰۴ | شگفت‌انگیزان          | پیکسار        | [ ۳۶ ] |
| ۳۷   | هنکاک                              | $۶۲۴٬۳۸۶٬۷۴۶    | ۲۰۰۸ | هنکاک                | وینسنت ان‌جی‌او | [ ۳۷ ] |
| ۳۸   | مرد آهنی ۲                         | $۶۲۳٬۹۳۳٬۳۳۱    | ۲۰۱۰ | مرد آهنی             | مارول         | [ ۳۸ ] |
| ۳۹   | مرد مورچه‌ای و زنبورک               | $۶۲۲٬۶۷۴٬۱۳۹    | ۲۰۱۸ | مرد مورچه‌ای و زنبورک | مارول         | [ ۳۹ ] |
| ۴۰   | لوگان                              | $۶۱۹٬۰۲۱٬۴۳۶    | ۲۰۱۷ | ولورین               | مارول         | [ ۴۰ ] |
| ۴۲   | مرد آهنی                           | $۵۸۵٬۱۷۴٬۲۲۲    | ۲۰۰۸ | مرد آهنی             | مارول         | [ ۴۱ ] |
| ۴۳   | افراد ایکس: آپوکالیپس              | $۵۴۳٬۹۳۴٬۷۸۷    | ۲۰۱۶ | افراد ایکس           | مارول         | [ ۴۲ ] |
| ۴۳   | مرد مورچه‌ای                        | $۵۱۹٬۳۱۱٬۹۶۵    | ۲۰۱۵ | مرد مورچه‌ای          | مارول         | [ ۴۳ ] |
| ۴۴   | لاک‌پشت‌های نینجای نوجوان جهش‌یافته   | $۴۹۳٬۳۳۳٬۵۸۴    | ۲۰۱۴ | لاک‌پشت‌های نینجا      | میریج         | [ ۴۴ ] |
| ۴۵   | افراد ایکس: آخرین ایستادگی         | $۴۵۹٬۳۵۹٬۵۵۵    | ۲۰۰۶ | افراد ایکس           | مارول         | [ ۴۵ ] |
| ۴۶   | ثور                                | $۴۴۹٬۳۲۶٬۶۱۸    | ۲۰۱۱ | ثور                  | مارول         | [ ۴۶ ] |
| ۴۷   | ولورین                             | $۴۱۴٬۸۲۸٬۲۴۶    | ۲۰۱۳ | ولورین               | مارول         | [ ۴۷ ] |
| ۴۸   | بتمن                               | $۴۱۱٬۳۴۸٬۹۲۴    | ۱۹۸۹ | بتمن                 | دی‌سی          | [ ۴۸ ] |
| ۴۹   | ایکس ۲                             | $۴۰۷٬۷۱۱٬۵۴۹    | ۲۰۰۳ | افراد ایکس           | مارول         | [ ۴۹ ] |
| ۵۰   | بازگشت سوپرمن                      | $۳۹۱٬۰۸۱٬۱۹۲    | ۲۰۰۶ | سوپرمن               | دی‌سی          | [ ۵۰ ] |
| ۵۱   | مرد عنکبوتی: به درون دنیای عنکبوتی | $۳۷۵٬۴۱۴٬۶۳۷    | ۲۰۱۸ | مرد عنکبوتی          | مارول         | [ ۵۱ ] |